# Sidi Ahmed Essayeh
Sidi Ahmed Essayeh (franska: Sidi Ahmed Essayeh (CR), Sidi Ahmed Essayeh (Commune Rurale), arabiska: ايمي نتليت) är en kommun i Marocko.   Den ligger i provinsen Essaouira och regionen Marrakech-Safi, i den centrala delen av landet, 400 km sydväst om huvudstaden Rabat. Antalet invånare är 6 044.